# Bergbräu
Die Bergbräu GmbH & Co KG ist ein Brauereibetrieb in Uslar im Landkreis Northeim in Niedersachsen, der 1868 gegründet wurde.

## Geschichte

### Vorgeschichte

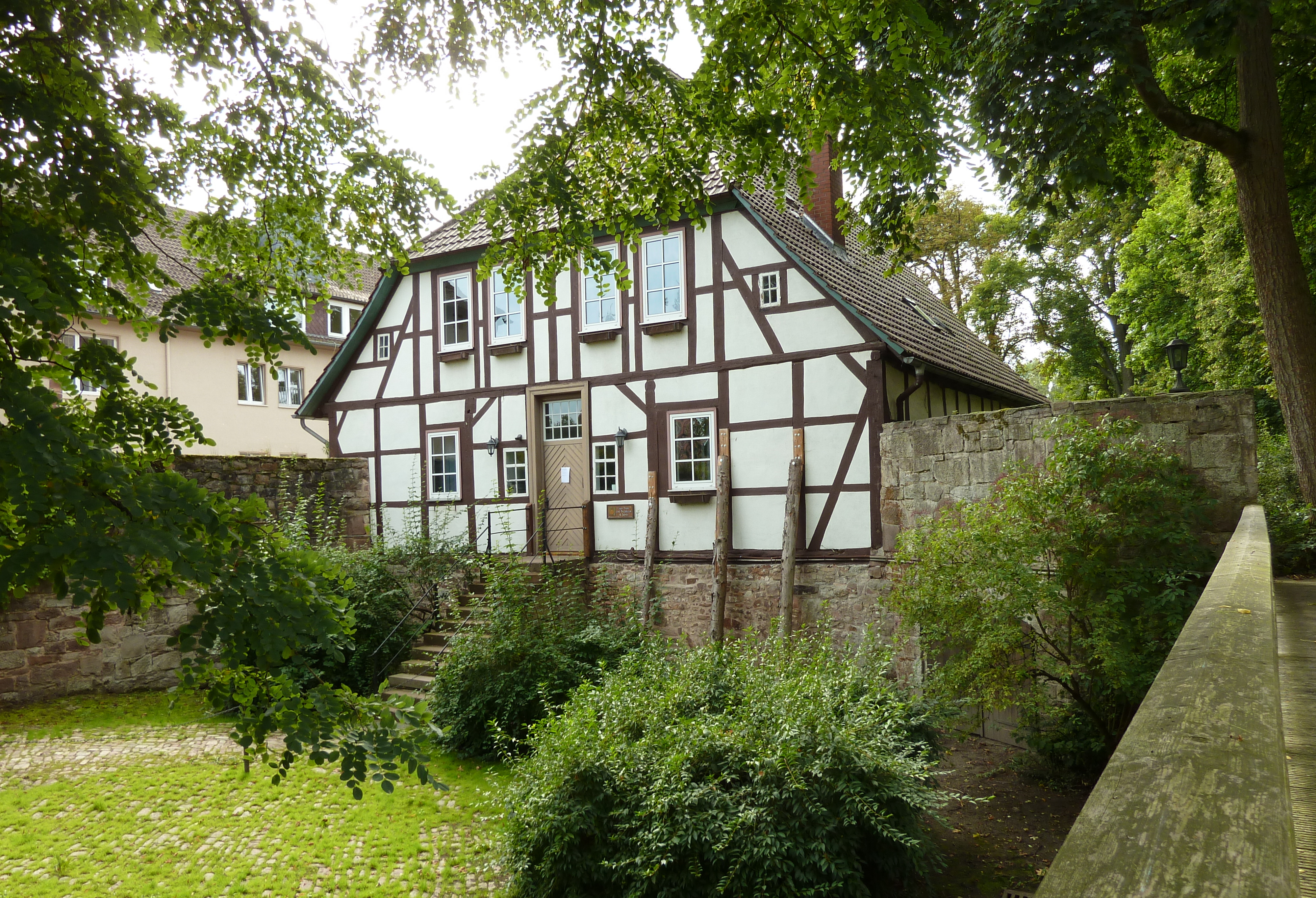
Einstmals als Brauhaus genutztes Gebäude in Uslar

Die Anfänge des Brauwesens in Uslar sind nicht bekannt, jedoch im 13. Jahrhundert mit der Verleihung der Stadtrechte anzunehmen. Der älteste Hinweis auf das Braurecht ist eine Nennung im Jahr 1543 durch Herzogin Elisabeth von Braunschweig-Calenberg-Göttingen. Demzufolge verlieh die Stadt das Recht an einzelne Bürger, die in ihrem Haus brauten. 1686 gab es 116 Brauhäuser. Auch Merian erwähnte um 1641 neben dem Ackerbau und dem Handwerk das Brauen als bedeutende Einkommensquelle in Uslar. Um 1700 errichtete die Stadt für die Bürger ein Brauhaus zum abwechselnden Brauen, das in der Mitte des 19. Jahrhunderts an einen Pächter kam.

### Gründung
Nachdem im Jahr 1867 der Vertrag über das Braurecht mit dem Pächter ausgelaufen war, suchte die Stadt einen Nachfolger. Das Braurecht erhielt daraufhin der Leihhausbesitzer Friedrich Wilhelm Haffner, der das Handwerk des Bierbrauens erlernt hatte. Seine Vorfahren waren Salzburger Exulanten, die 1731 aus Glaubensgründen ihre Heimat verlassen hatten. Haffner begann mit seinem Geschäftspartner Fetköter den Braubetrieb am 14. Januar 1868 unter der Bezeichnung Haffner & Fetköter. Gebraut wurde im Haus von Haffners Schwiegervater unter der Anschrift „An der Graft 8“. Der Geschäftspartner Fetköter schied bald wieder aus.
Da der Umsatz stieg, reichte der Platz am alten Standort bald nicht mehr aus. Haffner erwarb 1873 ein Grundstück am Dinkelhäuserweg (heute Rosenstraße), wo er einen Lagerkeller und einen Eiskeller erbaute. 1887 zog die gesamte Brauerei an den Standort, an dem unter Einbeziehung eines angrenzenden Grundstückes ein neues Brauhaus erbaut wurde. Unter dem Brauereigrundstück verlief ein Grundwasserleiter, dessen Wasser bis in die 1960er Jahre im Braubetrieb genutzt wurde. Auf dem Betriebsgelände kam es im Laufe der Zeit zu baulichen Erweiterungen.

### 20. und 21. Jahrhundert
Nach steigendem Absatz in der Nachkriegszeit entstand 1989 ein neues Sudhaus, wodurch die Kapazität auf 50.000 hl verdoppelt wurde. 1990/91 wurde das Tanklager erweitert. Von 1990 bis 1993 kam es zu einer baulichen Erweiterung auf einem oberhalb liegenden Grundstück in der Brauerei Haffner Straße. Im Jahr 2022 zog die Produktion von der Rosenstraße komplett nach dort um. Grund dafür waren die Einsparung von Energiekosten und kürzere Wege.
Das Unternehmen führte zeitweise den Namen Sollinger Bergbrauerei Haffner und Sollinger Bergbrauerei. In der Zeit vom Ersten Weltkrieg über den Zweiten Weltkrieg bis in die Nachkriegszeit leitete Wilhelm Haffner in dritter Generation den Betrieb. Nach seinem Tod 1964 ging die Leitung an Harry Haffner. 1978 übernahm Hinrich Haffner in fünfter Generation den Betrieb. Nachdem seine Tochter den Betrieb nicht übernommen hatte, wechselte die Brauerei 2013 den Eigentümer. Bis 2014 hieß das Unternehmen „Privatbrauerei Haffner GmbH & Co KG“ und wurde dann in „Bergbräu GmbH & Co KG“ umbenannt. 2019 erfolgte die Verschmelzung mit der „Beverage Creation & Sales GmbH“ unter Beibehaltung der Unternehmensbezeichnung Bergbräu.

## Produkte
Zu Beginn des 20. Jahrhunderts produzierte die Brauerei die Sorten Pils und Export, wobei das Export später durch ein milderes Pils mit der Bezeichnung Henry ersetzt wurde. Mit Stand von 2004 wurden 30.000 hl Bier und neun Sorten hergestellt. Dies war ein Altstadt Dunkel, das 1986 aus Anlass des Uslarer Altstadtfestes erstmals gebraut wurde. Seit 1997 wird ein Hefeweizen hergestellt. Seit 2000 gibt es eine Mischung aus Altstadt Dunkel und Cola, die unter Diesel firmiert. Weitere Sorten sind ein Alster, ein Malzbier und jahreszeitabhängig ein Mai- oder Doppelbockbier. Eine weitere Biersorte ist das Sollinger Landbier Hell. Mit Stand von 2018 werden acht Biersorten hergestellt. Der Lieferumkreis betrug im Jahr 2004 rund 40 km und beim Altstadt Dunkel bis zu 80 km.